# 채드 앨런
채드 앨런(Chad Allen, 1974년 6월 5일 ~ )은 미국의 배우이다.

## 출연 작품

### 드라마
- 닥터 퀸